# Падавія (підрозділ окружного секретаріату)
Підрозділ окружного секретаріату Падавія — підрозділ окружного секретаріату округу Анурадхапура, Північно-Центральна провінція, Шрі-Ланка. Складається з 15 Грама Ніладхарі.